# 内モンゴル自治区
内モンゴル自治区、または内蒙古自治区（うちモンゴルじちく、モンゴル語: ᠥᠪᠦᠷ
ᠮᠣᠩᠭ᠋ᠤᠯ ᠤᠨ
ᠥᠪᠡᠷᠲᠡᠭᠡᠨ
ᠵᠠᠰᠠᠬᠤ
ᠣᠷᠤᠨ, 中国語: 内蒙古自治区、拼音: Nèi Měnggǔ Zìzhìqū、英語: Inner Mongolia）は、中華人民共和国の内陸部に位置するモンゴル族の自治区である。

## 概要
内モンゴル自治区は、中華人民共和国の内陸部に位置し、モンゴル国との国境のほとんどを占めている。また、中国とロシアとの国境の一部も内モンゴル自治区に含まれている。首都はフフホトで、その他の主要都市は包頭、赤峰、通遼、オルドスなど。
1947年、旧中華民国の綏遠・察哈爾・熱河・遼北・興安の各省と、甘粛・寧夏の北部地域を取り込んで設立された。
その面積は中国で3番目に大きい行政区画で、約1,200,000平方キロメートル (460,000 sq mi)を占め、中国の総国土の12％を占めている。東西に長いため、内モンゴルは地理的に東区と西区に分かれている。東部は中国東北部（旧満洲）に含まれることが多く、主要都市には通遼、赤峰、ハイラル、ウランホトなどがある。西部地区は中国北西部に含まれ、主要都市には包頭、フフホトなどがある。2010年の国勢調査での人口は24,706,321人で、中国本土の総人口の1.84%を占めている。内モンゴル自治区は、中国で23番目に人口の多い省レベルの区分である。この地域の人口の大部分は漢人で、少数派のモンゴル人は500万人（2019年）に近く、これは世界最大のモンゴル人人口である（モンゴル国の人口よりも多い）。内蒙古自治区は中国で最も経済発展している省の一つで、一人当たりの年間GDPは13,000米ドル近く（2019年）で、しばしば全国5位にランクされる。公用語は北京語とモンゴル語で、モンゴル語は伝統的なモンゴル文字で書かれており、モンゴル国（以前は「外蒙古」と表現されることが多かった）でモンゴル・キリル文字が使用されているのと対照的である。
歴史的に騎馬民族が活躍した地域であり、昔から牧畜が盛んである。清朝後期からは漢人農民の大規模な移住があり、農民化したモンゴル人も多くなった。農業開発が自然破壊の要因となっており、1960年以降、急激に砂漠化が進行している。

## 地理

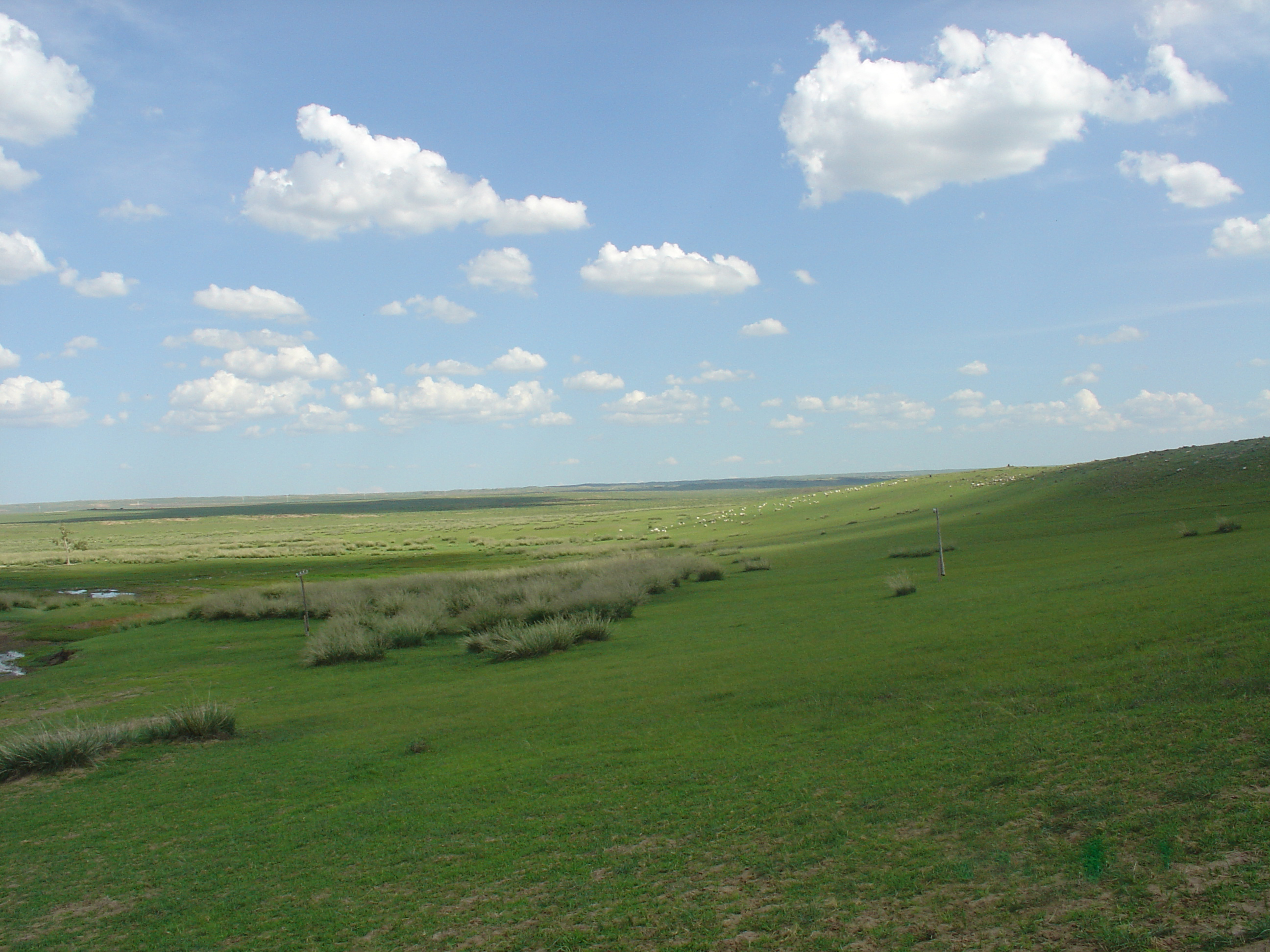
内モンゴルの草原

東西に長く伸びており、東から順番に黒竜江省・吉林省・遼寧省・河北省・山西省・陝西省・寧夏回族自治区・甘粛省と南に接し、北はモンゴル国・ロシア連邦と接している。面積は、日本の約3倍。
内モンゴルの高原は広く、標高600 - 1,400メートルである。地形は西が高く東が低く、南が高く北が低い。なだらかな丘と広いモンゴルの平野と盆地が広大な草原を形成している。モンゴル国とはゴビ砂漠を挟んで接しており、その地理的特徴から中国の史書では「漠南」という表記も見られる。大興安嶺が東部を南北に約3,000キロメートルにわたって走っており、また東西には陰山山脈が走っている。

## 歴史
50万年前から20万年前ごろの原人の化石が見つかっている。比較的湿潤で温暖なこの地域では牧畜と農耕を両立させる「半農半牧」が行われてきた。紀元前4700年から紀元前2900年にかけては紅山文化が燕山山脈の北方に栄え、紀元前20世紀ごろにはオルドス部人が住みつき始め、春秋戦国時代には趙・燕と匈奴との間で抗争が繰り広げられた。

### モンゴル帝国と清朝

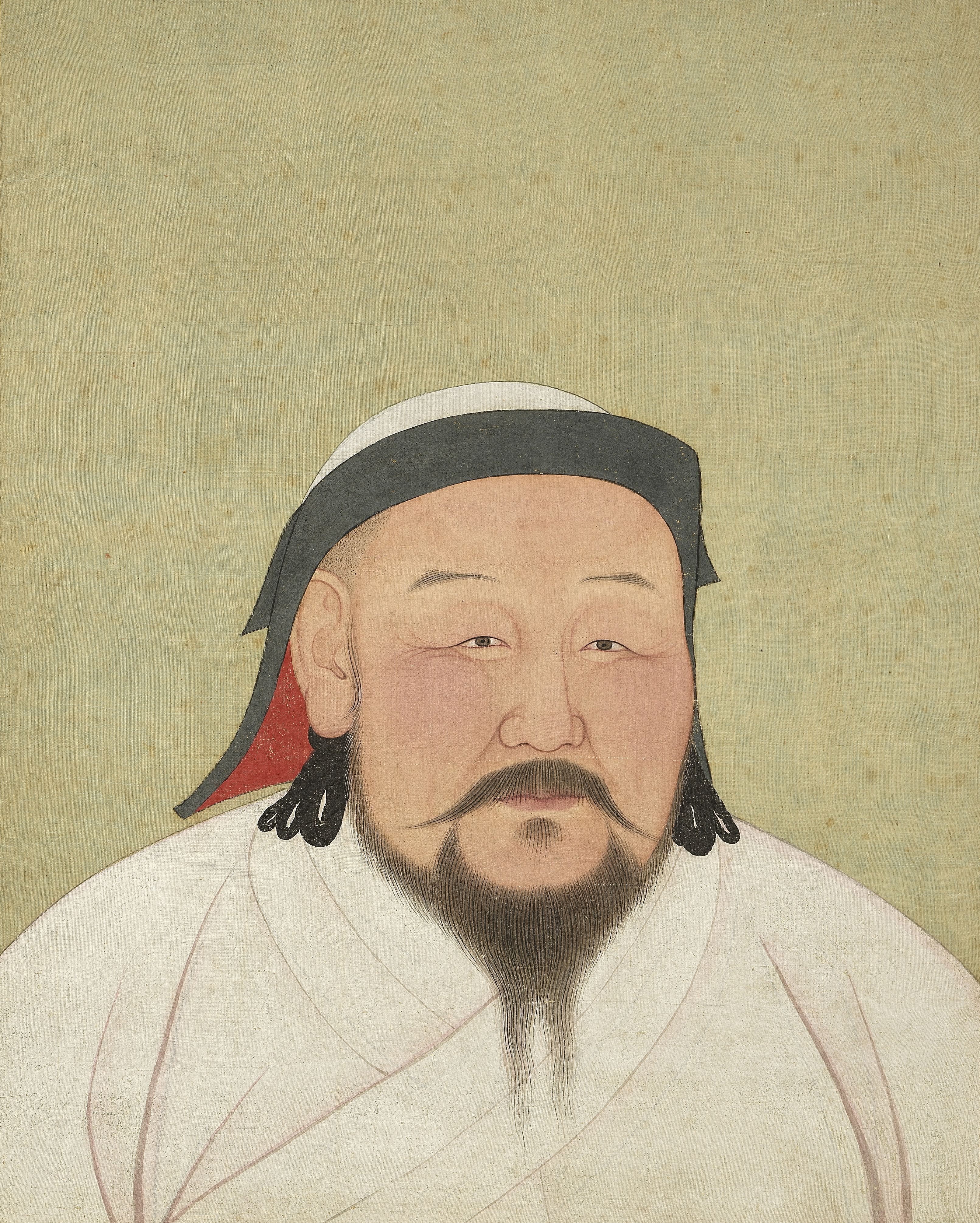
フビライ・ハーン

1206年に建国した大モンゴル国（後に大モンゴル帝国）のチンギス・ハーンの弟ジョチ・カサルの領地となり、のちにはその子孫が支配し、モンゴル帝国帝位継承戦争でモンゴル帝国が南北に分裂した際はクビライの本拠地となり、クビライが即位を行った上都は元では首都の大都（北京）に次ぐ陪都となった。
1368年に元が漢族の明によって滅び、帰還したモンゴル人は西部のオイラート・モンゴル（現在のカザフスタンや中央アジア）、ハルハ・モンゴル（現在のモンゴル国）、内モンゴルに大きく三つに分けられ、互いに権力争いを続ける。16世紀にはアルタン・ハーンが内モンゴルを再統一する。アルタンの時代には、モンゴル高原西部のオイラト、北部のウリャンハン、明などに対する軍事遠征を行い、現在のモンゴル民族の地理的な分布の大枠を定めた。また、アルタンはチベット仏教の導入や長らく対立関係が続いていた明との貿易関係を確立するなど、のちのモンゴル史に大きな影響を与える活動をした。このように、モンゴル人が長城を超えて中国内地に侵入するのみならず、中国人が長城の外に逃れ込み、ハーンの保護のもとで中国風の城郭都市を建設し、農耕や交易をおこなうという形で、諸民族の雑居が進んだ。そうした中、1646年、満洲の女真人が内モンゴルと手を結び、明を倒し、清の時代が始まる。
1688年、モンゴル西部オイラート・モンゴルが作ったジュンガル王国のガルダン・ハーンが対ハルハ戦争を行い、成功したが、ハルハ・モンゴルの貴族が逃げ、1691年に清の支配を認める。ガルダン・ハーンがハルハ戦時中に甥のツェウェーン・ラウダンに王位を奪われ、後ろからの援助が止まる。1694年、事実上、最後の統一したモンゴルの王ガルダンが現在のモンゴルの中心部（現在のウランバートルのあたり）で清、ハルハ・モンゴル、内モンゴル軍の連合軍と死ぬか生きるかの戦いに出たが、圧倒的に強い連合軍に敗れ、大敗する。その後、半世紀にわたり、1755年、ハルハ・モンゴルと内モンゴルの手を借りた清がジュンガル王国を倒し1755年にはモンゴルが独立を失う。

### 辛亥革命後

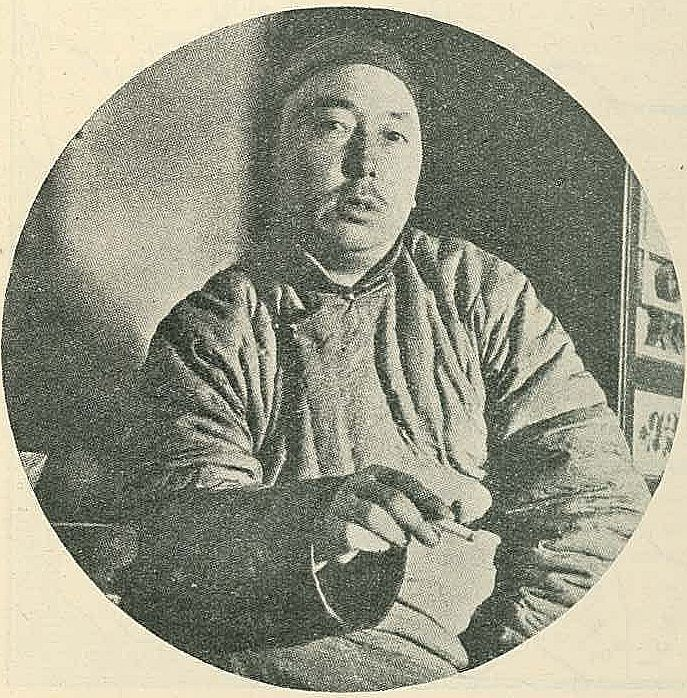
デムチュクドンロブ

1911年、中国では辛亥革命後中華民国が成立するとともに、モンゴルが独立を宣言し、内モンゴルも合併を申し出た。1913年にモンゴル軍が内モンゴル解放戦争をはじめ、ほぼ全域から中華民国軍を追放した。しかし、帝政ロシアの介入で、この解放戦争は失敗に終わる。1915年6月7日、モンゴルの国境にあるキャフタで露・蒙・華三国の間でキャフタ協定が結ばれ、中華民国北京政府は内モンゴルと外モンゴルを自治区とした（ただし外モンゴルは広範な自治権を獲得した）。
1933年、満洲事変に影響されたユンデン・ワンチュク（雲王）はデムチュクドンロブ（徳王）とともに内蒙古自治会議を開催し、内蒙古の「高度な自治」を要求する運動を開始し、内蒙古自治政府が設立された。1937年には盧溝橋事件で内蒙古方面へ本格的に出兵した日本軍の援助で蒙古聯盟自治政府が樹立され、1939年には徳王を戴いた蒙古聯合自治政府が張家口で成立した。当時の蒙古聯合自治政府は総人口525万4833人のうち漢民族が9割の501万9987人に対してモンゴル族は15万4203人だった。
1945年8月、ソ連対日参戦によるソビエト連邦軍（赤軍）とモンゴル人民共和国軍の侵攻に満洲国（一部が内モンゴル東部）と蒙古連合自治政府は崩壊する。ソ連軍とモンゴル軍は内モンゴル東部のみならず、チャハルや熱河省といった内モンゴル西部にも進駐し、その影響下で統一国家を目指す独立国家として内モンゴル人民共和国が成立する。ソ連とモンゴルは中ソ友好同盟条約に基づいて中華民国にモンゴル独立を認めさせる代わりに内外モンゴル統一の要求を取り下げた。

### 内モンゴル自治区の成立

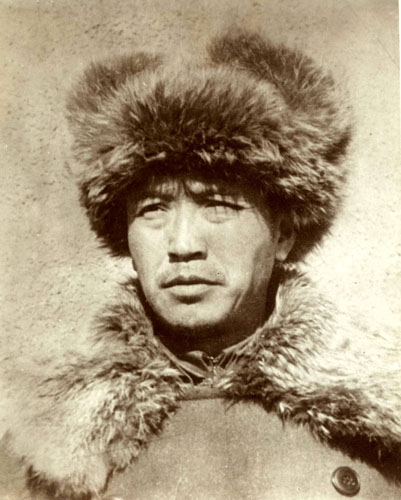
ウランフ

占領したソニド右旗を慰問で訪れたモンゴル人民共和国の指導者ホルローギーン・チョイバルサンは中国共産党との連携を現地民に指示してウランフが代表となった内モンゴル人民共和国は東モンゴル自治政府やフルンボイル地方自治政府などを取り込み、1947年に内モンゴル自治政府となって国共内戦中は中華民国から事実上独立し、1949年に中華人民共和国が建国すると中華民国時代の察哈爾省、綏遠省、熱河省、遼北省、興安省を廃止して内モンゴル自治区となった。中華人民共和国の自治区としては最も早い成立である。徳王はモンゴル人民共和国に亡命するもソ連が捕えていた満洲国皇帝の愛新覚羅溥儀のように中華人民共和国に引き渡されて内モンゴルで特赦と役職を与えられた。外モンゴルは独立の道を歩んだが、内モンゴルは中国共産党の影響があったとはいえ、同じモンゴル族同士の運動と対立の結果自治区となった。

### 文化大革命時の抑圧と名誉回復
1966年に始まった文化大革命の勃発によりウランフは失脚し、内モンゴル人民革命党粛清事件などの弾圧の上にモンゴル人は自治権が完全に剥奪されていた。当時の内モンゴルのモンゴル人の人口約150万人のうち、34万6000人が逮捕され、2万7900人が殺害され、12万人が暴力を受けて障害者にされたとされ、後に犠牲者らは胡耀邦によって名誉回復された。文化大革命でモンゴル人に着せられた「罪」は二つあり、「第一の罪」は、1930年代に日本が満洲国を建国し、内蒙古に蒙古聯合自治政府を樹立したのをモンゴル人が協力したという「対日協力」であり、「第二の罪」は、敗戦により日本が内蒙古から撤退した後にモンゴル人は中国に属することを望まず、モンゴル人民共和国との内外モンゴル統一を要求したことである。この二つの「罪」により、漢人入植者は「民族分裂の歴史」だと断じて34万人を逮捕し、2万7000人以上を大量虐殺した。
内モンゴル出身の楊海英によると、内モンゴルでは文化大革命が勃発すると、漢人たちはモンゴル人に対し、真っ赤に焼いた鉄棒を肛門に入れる、鉄釘を頭に打ち込む、モンゴル人女性のズボンを脱がせて、縄でその陰部をノコギリのように繰り返し引く、妊娠中の女性の胎内に手を入れて、その胎児を子宮から引っ張り出すなどの凄惨な性的暴行・拷問・殺戮を加えた。内モンゴルのジャーナリストや研究者たちによると、当時内モンゴルに居住していた150万人弱のモンゴル人のうち、文化大革命による犠牲者は30万人に達し、その後、内モンゴルではモンゴル人の人口250万人に対して、漢人の入植者は3000万人に激増した。楊海英は、事件をきっかけに「19世紀以降に満洲、モンゴル、新疆へと、彼ら漢人（中国人）が領土拡張してきた方法」により、内モンゴルは植民地開拓され、「内モンゴル自治区ではモンゴル人の人口がたったの250万人にとどまり、あとから入植してきた中国人はいつの間にか3000万人にも膨れあがり、その地位が完全に逆転してしまいました。中国人による植民地開拓のプロセスは基本的に同じです」と述べている。
アルタンデレヘイ（中国語: 阿拉騰徳力海）は、「中国共産党はまず、ウランフの例でわかるようにモンゴル人の指導者と知識人たちを狙った。文字を読める人は殆ど生き残れなかったと言われるほどの粛清が行われた。50種類以上の拷問が考案され、実行された。たとえば、真赤に焼いた棍棒で内臓が見えるまで腹部を焼き、穴をあける。牛皮の鞭に鉄線をつけて殴る。傷口に塩を塗り込み、熱湯をかける。太い鉄線を頭部に巻いて、頭部が破裂するまでペンチで締め上げる。真赤に焼いた鉄のショベルを、縛りあげた人の頭部に押しつけ焼き殺す。『実録』には悪夢にうなされそうな具体例が詰まっている。女性や子供への拷問、殺戮の事例も限りがない。中国共産党の所業はまさに悪魔の仕業である」と批判している。
文化大革命終息後、中国政府はジェノサイドをおこなった漢人入植者を処罰しなかったことから、1981年にモンゴル人大学生による大規模な抗議活動がおこなわれたが、当局の厳しい弾圧に遭い、抗議活動を支援したモンゴル人幹部や文化大革命を生き延びた人々は全員粛清され、モンゴル人大学生も辺鄙な地域へ追放されて公民権を剥奪された。
1967年にフフホトに革命委員会が成立した。中ソ対立の軍事的緊張下に1969年には内モンゴル生産建設兵団が設置され、1970年には行政区画の大幅な変更が行われた。これによって内モンゴル東部は東北三省に、西部は寧夏、甘粛に分割された。
1979年になり内モンゴル自治区は再設置されたが、内モンゴル独立運動は徹底的に弾圧された。
1983年にはウランフは、国家元首に次ぐ国家副主席の地位を得るまで復権し、地盤の内モンゴル自治区でもウランフの妹婿の孔飛、息子のブヘ、孫のブ・シャオリン（布小林）が自治区主席を務めるなどウランフの一族は太子党となって権勢を振るうこととなった。

## 行政区画
9地級市（地区クラスの市）、3盟を管轄する。下級行政区単位としては23市轄区、11県級市（県クラスの市）、17県、49旗、3自治旗がある。
| №                          | 名称             | 中国語表記   | 拼音               | モンゴル語 モンゴル語ローマ字         | 面積 (平方キロ) | 人口 (2020年) | 政府所在地     |
| -------------------------- | ---------------- | ------------ | ------------------ | ------------------------------------- | --------------- | ------------- | -------------- |
| #                          | 内モンゴル自治区 | 内蒙古自治区 | Nèi Měnggǔ Zìzhìqū | Öbür mongγol-un öbertegen zasaqu orun | 1,183,000.00    | 24,049,155    | フフホト市     |
| 内モンゴル自治区の行政区画 |                  |              |                    |                                       |                 |               |                |
|                            |                  |              |                    |                                       |                 |               |                |
| — 地級市 —                 |                  |              |                    |                                       |                 |               |                |
| 2                          | バヤンノール市   | 巴彦淖尔市   | Bāyànnào'ěr Shì    | Bayannaɣur qota                       | 65,755.47       | 1,538,715     | 臨河区         |
| 3                          | 烏海市           | 乌海市       | Wūhǎi Shì          | Üqai qota                             | 1,754.00        | 556,621       | 海勃湾区       |
| 4                          | オルドス市       | 鄂尔多斯市   | È'ěrduōsī Shì      | Ordos qota                            | 86,881.61       | 2,153,638     | ヒヤバグシ区   |
| 5                          | 包頭市           | 包头市       | Bāotóu Shì         | Buɣutu qota                           | 27,768.00       | 2,709,378     | 九原区         |
| 6                          | フフホト市       | 呼和浩特市   | Hūhéhàotè Shì      | Kökeqota                              | 17,186.10       | 3,446,100     | 新城区         |
| 7                          | ウランチャブ市   | 乌兰察布市   | Wūlánchábù Shì     | Ulaɣančab qota                        | 54,447.72       | 1,706,328     | 集寧区         |
| 9                          | 赤峰市           | 赤峰市       | Chìfēng Shì        | Ulaɣanqada qota                       | 90,021.00       | 4,035,967     | 松山区         |
| 10                         | 通遼市           | 通辽市       | Tōngliáo Shì       | Tüŋliyou qota                         | 59,535.00       | 2,873,168     | ホルチン区     |
| 12                         | フルンボイル市   | 呼伦贝尔市   | Hūlúnbèi'ěr Shì    | Kölön Buyir qota                      | 254,003.79      | 2,242,875     | ハイラル区     |
| — 盟 —                     |                  |              |                    |                                       |                 |               |                |
| 1                          | アルシャー盟     | 阿拉善盟     | Ālāshàn Méng       | Alaša ayimaɣ                          | 267,574.00      | 262,361       | アルシャー左旗 |
| 8                          | シリンゴル盟     | 锡林郭勒盟   | Xīlínguōlè Méng    | Sili-yin Ɣool ayimaɣ                  | 202,580.00      | 1,107,075     | シリンホト市   |
| 11                         | ヒンガン盟       | 兴安盟       | Xīng'ān Méng       | Qiŋɣan ayimaɣ                         | 59,806.00       | 1,416,928     | ウランホト市   |

## 民族

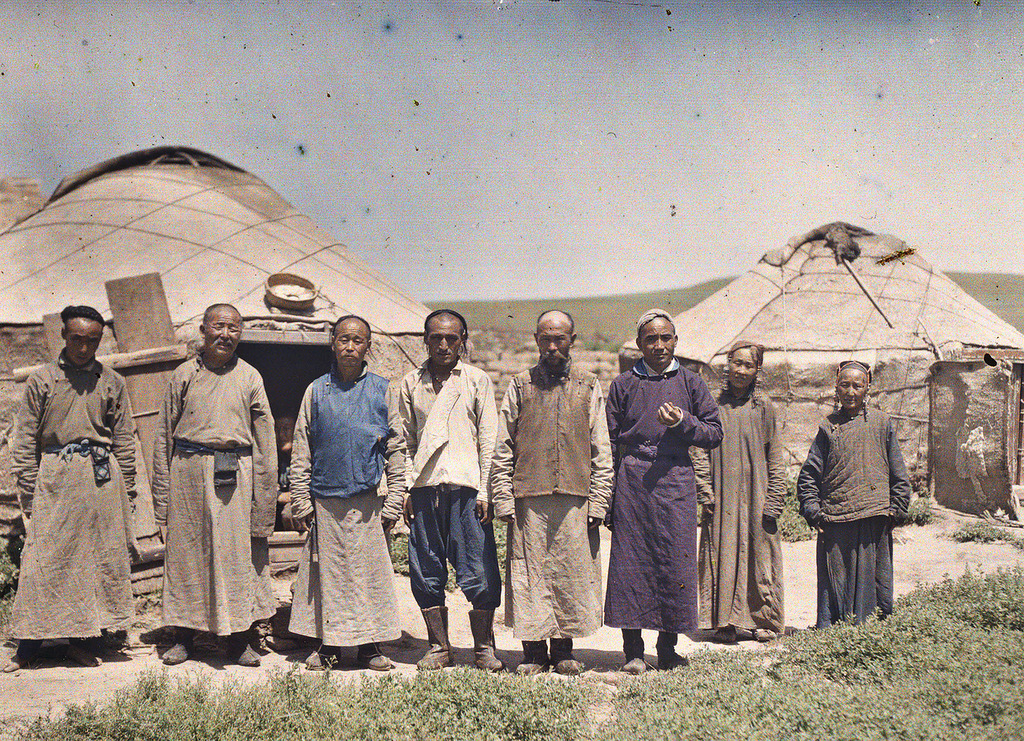
内モンゴル人。1912年

内モンゴル自治区政府トップの歴代主席などをモンゴル族が務めているものの、漢族が人口の80%以上を占めており、人口約2400万人のうち、モンゴル族は約400万人で、80%以上を占める漢族は、中国政府が長期にわたって漢族の入植政策を積極的に進めてきたことによる。
モンゴル族と漢族以外には、ダウール族、エヴェンキ族、オロチョン族、回族、満洲族、朝鮮族などが居住している。内モンゴル自治区内のモンゴル族は発表統計から400万人を超えているとみられ、モンゴル国の270万人（2004年）と比べても自治区内のモンゴル族の人口の方が多い。
宗教面では、多くの人がチベット仏教（ラマ教）を信仰している。
1949年に中華人民共和国が建国されると、内モンゴルに漢族の大量移住がおこなわれたことから、モンゴル族の人口比率は大幅に減少した。内モンゴル出身の楊海英によると、降雨量の少ない北アジア・中央アジアでは、植皮を失った草原は砂漠化するため、モンゴル族は大地に鋤や鍬を入れることを忌み嫌い、乾燥した牛糞を燃やし、冬になればわずかに枯れた灌木を燃料として利用したが、1960年代に内モンゴルに入植してきた漢族は、季節に関係なく、手当たり次第に灌木を切り、さらにはモンゴル族の居住地域内に入り込んで伐採した。このような「小さな利益」を貪る漢族をモンゴル族は寛容に放置したが、気がつけば、草原がところどころ砂漠化してしまい、モンゴル族は漢族を「草原に疱瘡をもたらす植民者」と呼んできた。
モンゴル族の英雄であるチンギス・ハーンの肖像を踏むといった行為が民族への侮辱や差別の扇動として逮捕・刑罰の対象となる。

## 経済
農業・畜産業を主要な産業として、鉄鋼業・林業などもある。主要な農作物はソバで、日本はソバの8割近くを中国から輸入しているが、生産量の3割超を占める最大の産地は内モンゴルとされる。ブドウ栽培とワイン製造を始めた地域もある。豊富な石炭と天然ガスのほか、希土類（レアアース）の生産量は中国一であり、特にバヤン鉱区は世界最大の希土類元素鉱床がある。石炭は年間5億トンの産出を目指す。独立国モンゴルよりも内モンゴル自治区は経済発展を遂げている。
2009年のGDPは1420億ドルで、前年より17%伸びた。2000年代は13.2%、17.9%、20.5%、23.8%、19%、19.1%、17.2%と全国31の省・直轄市・自治区の中でも最高のGDP成長率を記録しており、他の中国都市と同じように商業施設やマンションの建設ブームとなっていた。中でもオルドス市は不動産バブルが崩壊して鬼城化するまで2010年には中国全体ではマカオや香港と並ぶ中国本土で最も一人当たり域内総生産（GDP）が高い都市となり、2015年には内モンゴル自治区の一人当たりGDPも上海、北京、天津に次ぐ全国4位となった。最西部に中国のミサイル開発や宇宙開発で活躍している酒泉衛星発射中心があり、内モンゴルの四子王旗は宇宙船の帰還場所でもある。また、軍需産業も少なくなく、59式戦車から99式戦車まで中国で唯一主力戦車を製造してきた旧第617廠（現・内蒙古第一機械集団）があるも砂埃の激しい地域のためにエンジン類は他で作られている。風も強い地域のために風力発電容量は中国で最も多く、規模は三峡ダムを超えるとされる。

## 文化

### 言語

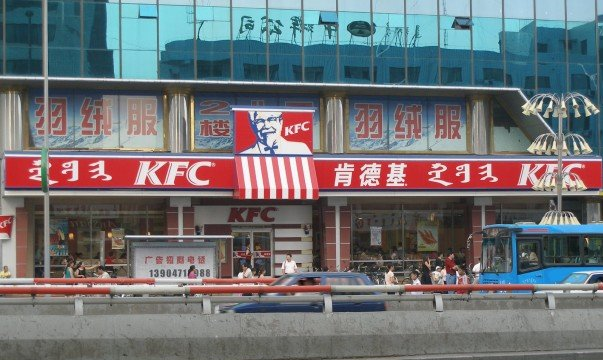
省都・フフホトにあるKFC; 看板や道路標識は標準中国語とモンゴル文字のモンゴル語の両方で表記することが義務付けられている。ただし、そのほとんどが「逐字訳」であり、漢字一文字ごとに予め決められたモンゴル文字を充てている。

中国語とモンゴル語が公用語である。記述には伝統的なモンゴル文字を使い、モンゴル国で使われるキリル文字はあまり用いられない。モンゴル国で使用されるモンゴル語と内モンゴル自治区で使用されるモンゴル語には違いがあり、前者はハルハ方言、後者はチャハル方言である。
漢族は地域により様々な方言を話す。東部では官話方言に属する東北方言を話す傾向があるが、黄河盆地一帯の中部では晋語が話されている。フフホトやパオトウではそれぞれ独特の晋語方言が使われており、ハイラル区など、北東地域で話される晋語方言と互いに意思疎通が困難な場合がしばしば見受けられる。
鳳凰伝奇は内モンゴル自治区出身のアーティストである。伝統的な音楽と現代音楽を融合したメロディーが特徴。代表曲に最炫民族風がある。

### 民族自治行政レベルの教育改革
2020年、内モンゴル自治区は義務教育の現場において「教育改革」と称して、モンゴル語の授業を大幅に削減し、漢語教育を義務化することを発表。2021年には習近平中国共産党総書記は同化政策の強化を指示し、内モンゴル自治区当局は「民族問題を解決」して漢語の使用を推し進めていくべきだと発言した。
世界では国際人権規約にて少数民族が独自の言語を使う権利は「少数民族の文化や宗教、言語を「否定されない権利」」と明記して保障されているが、中国共産党の習近平政権は少数民族による分裂・独立運動への警戒から愛国主義と漢語教育を強めており、特に、内モンゴル自治区がモンゴル語教育を実施することで、モンゴルと強く結びつき、中国から分裂するために、独立することを警戒しており、漢語教育を徹底することで中華民族としての意識を高め、中国共産党の一党支配をさらに強固にしようとしているとされる。
もともと内モンゴル自治区は「第一公用語」はモンゴル語と法的に定められていたが、2017年以降にチベット自治区と新疆ウイグル自治区で実施された民族同化政策と同様にモンゴル人の同化を目的にモンゴル語教育が削減された。モンゴル語の授業削減に対して、学校教員や保護者らが抗議し、子どもたちは授業をボイコットし、地元放送局の従業員約300人もストライキを起こしたが、警察はデモ参加者の顔写真をインターネットに公開し、1人1000元の懸賞金をかけて密告を奨励して摘発し、街中に防犯カメラが設置され、携帯電話やメールも当局に監視され、少なくとも170人以上が逮捕され、抗議活動は2週間で鎮圧された。譚璐美は、「モンゴル語教育を奪われた未来には、民族滅亡しかない」と批判している。
子供に対して
2021年開催の全国人民代表大会（第13期全国人民代表大会第4次会議）で、一昨年に言語政策を巡って母語が失われる危機感を強めた保護者らによる抗議運動が起きた内モンゴル自治区の代表団分科会に習近平総書記が出席し、少数民族同化政策の一環として少数民族言語から標準語への切り替えによる標準中国語の普及強化を指示した。

## 交通
経済発展は、内モンゴルに高速鉄道など交通網の整備をもたらし、京新高速道路は砂漠を貫き、北京、中国東北部、華北、中国西北部とも高速道路で結ばれるまでになった。

### 鉄道

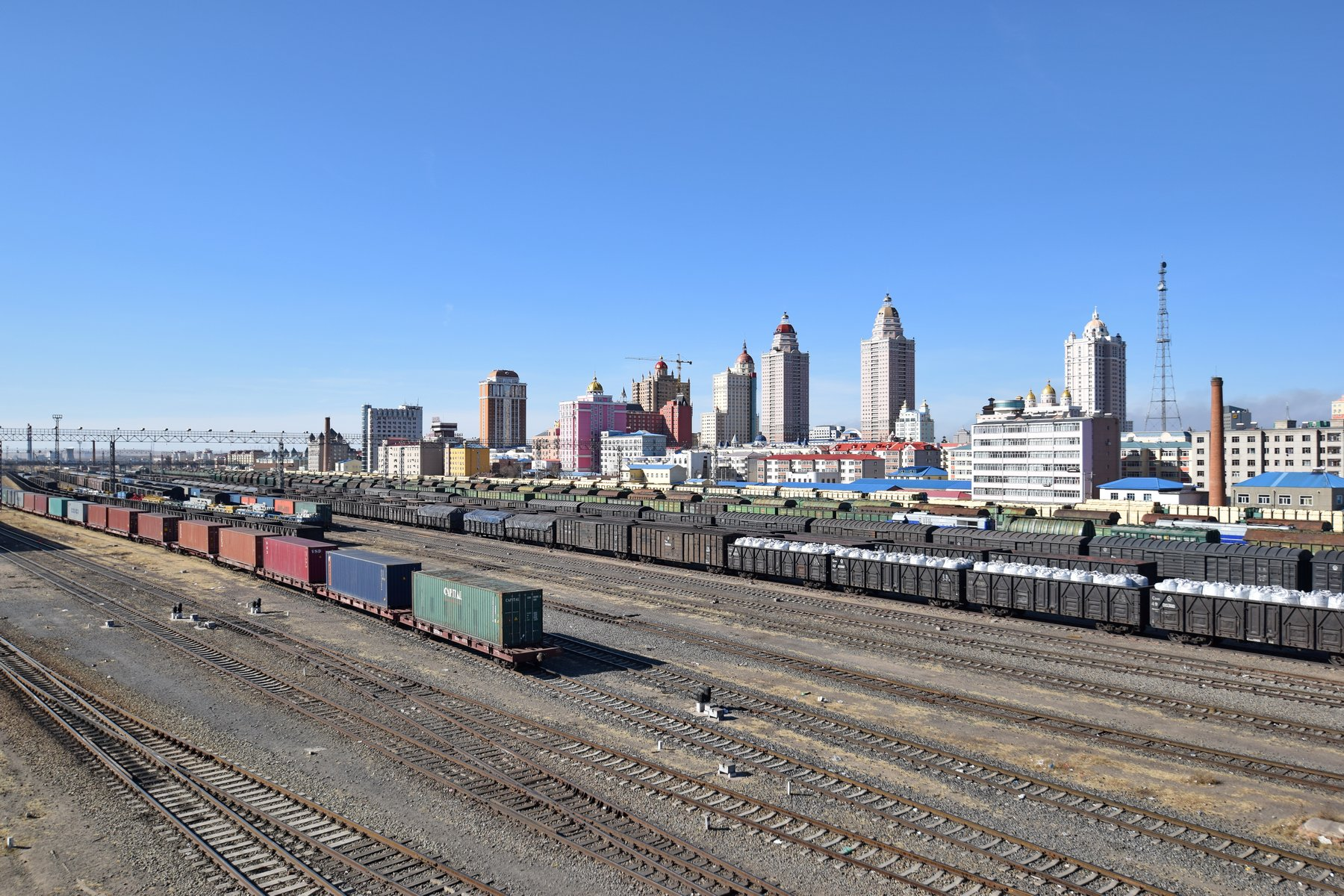
中国最大の陸運交易都市である満洲里

1903年に中国とロシアを結ぶ浜洲線が開通してシベリア鉄道に接続され、1955年には内モンゴルとモンゴルを結ぶ集二線も開通し、モンゴル縦貫鉄道に接続されたことで、中国各省とヨーロッパを結ぶ鉄道の大動脈が通ることとなった。また、2019年には新民北駅-通遼駅間の高速鉄道も完成し、中国全国の高速鉄道網と接続された。

### 航空
- フフホト白塔国際空港：春秋航空による運航で、内モンゴル自治区から日本への初の国際定期路線が開設され、2015年6月より石家荘正定国際空港経由名古屋/中部国際空港路線を就航開始した。春秋航空が保有しているエアバスA320型機で運航されており、現在フフホト-石家荘-名古屋のみが日本への唯一の直通路線である。

## 教育

### 大学
- 内モンゴル大学
- 内モンゴル科学技術大学
- 内モンゴル工業大学
- 内モンゴル師範大学
- 内モンゴル民族大学
- 内モンゴル農業大学
- 内モンゴル医科大学